# Antonio Gascón
Antonio Gascón fue un pintor español del siglo XIX nacido en Zaragoza.
Fue ayudante de estudios menores de la Academia de San Luis de Zaragoza y tuvo gran habilidad para el retrato en miniatura.

## Obra
Se conocen de él:
- Anciana orando (1887)
- Macero del Ayuntamiento de Zaragoza (1890)